# Tarsotropidus myrtaceus
Tarsotropidus myrtaceus là một loài bọ cánh cứng trong họ Cerambycidae.